# Fiume Volturno dalle sorgenti al Fiume Cavaliere
Fiume Volturno dalle sorgenti al Fiume Cavaliere este o arie protejată (arie specială de conservare — SAC, sit de importanță comunitară — SCI) din Italia întinsă pe o suprafață de 805 ha, integral pe uscat.

## Localizare
Centrul sitului Fiume Volturno dalle sorgenti al Fiume Cavaliere este situat la coordonatele 41°36′11″N 14°05′48″E / 41.603056°N 14.096667°E.

## Înființare
Situl Fiume Volturno dalle sorgenti al Fiume Cavaliere a fost declarat sit de importanță comunitară în septembrie 1995 pentru a proteja 38 de specii de animale. Situl a fost protejat și ca arie specială de conservare în martie 2017.

## Biodiversitate
Situată în ecoregiunea mediteraneană, aria protejată conține 4 habitate naturale: Galerii de Salix alba și de Populus alba, Păduri aluvionare cu Alnus glutinosa și Fraxinus excelsior (Alno-Padion, Alnion incanae, Salicion albae), Pajiști uscate seminaturale și facies de acoperire cu tufișuri pe substraturi calcaroase (Festuco-Brometalia) (* situri importante pentru orhidee), Lacuri eutrofice naturale cu vegetație de tip Magnopotamion sau Hydrocharition.
La baza desemnării sitului se află mai multe specii protejate:
- păsări (29): stârc cenușiu (Ardea cinerea), stârc roșu (Ardea purpurea), ciuf-de-pădure (Asio otus), rață roșie (Aythya nyroca), buha (Bubo bubo), șorecarul comun (Buteo buteo), barză albă (Ciconia ciconia), mierla de apă (Cinclus cinclus), erete de stuf (Circus aeruginosus), erete vânăt (Circus cyaneus), erete cenușiu (Circus pygargus), porumbel de scorbură (Columba oenas), ciocănitoare pestriță mare (Dendrocopos major), egretă mică (Egretta garzetta), presură de grădină (Emberiza hortulana), șoim călător (Falco peregrinus), șoimul rândunelelor (Falco subbuteo), vânturel roșu (Falco tinnunculus), vânturel de seară (Falco vespertinus), sfrâncioc roșiatic (Lanius collurio), gaia neagră (Milvus migrans), gaia roșie (Milvus milvus), viespar (Pernis apivorus), cresteț pestriț (Porzana porzana), cristei de baltă (Rallus aquaticus), huhurez mic (Strix aluco), corcodel mic (Tachybaptus ruficollis), nagâț (Vanellus vanellus), Zapornia parva
- amfibieni (2): Bombina pachypus, Triturus carnifex
- mamifere (2): lupul (Canis lupus), vidră de râu (Lutra lutra)
- nevertebrate (1): Austropotamobius pallipes
- pești (3): Barbus plebejus, cicar (Lampetra planeri), Telestes muticellus
- reptile (1): țestoasă bănățeană (Testudo hermanni)

Pe lângă speciile protejate, pe teritoriul sitului au mai fost identificate 14 specii de plante, 2 specii de amfibieni, 1 specie de nevertebrate.